# Kirkhaugh
Kirkhaugh – wieś w Anglii, w hrabstwie Northumberland. Leży 57 km na zachód od miasta Newcastle upon Tyne i 402 km na północny zachód od Londynu.